# Большое Руново
Большое Руново — поселок в городском округе Кашира Московской области.

## География
Находится в южной части Московской области на расстоянии приблизительно 11 км на восток по прямой от железнодорожной станции Кашира.

## История
Бывшее село. Основан в XVI веке, в 1710 году построена деревянная церковь, с 1846 каменная. До 2015 года входил в состав сельского поселения Знаменского Каширского района.

## Население
Постоянное население составляло 1416 человек в 2002 году (русские 94 %), 1310 в 2010.